# Beast Machines: Transformers
Beast Machines: Transformers è il seguito diretto della serie animata Rombi di tuono e cieli di fuoco per i Biocombat, a sua volta seguito di Transformers. Commissionata negli Stati Uniti, ritorna a essere in CGI.
La serie non è stata mai trasmessa in televisione in Italia, ma nel 2007 è stata pubblicata in DVD doppiata in italiano.

## Trama
Dopo la loro vittoria nelle Guerre delle Bestie, i Maximal sopravvissuti - Optimus Primal, Cheetor, Blackarachnia e Rattrap - tornano finalmente su Cybertron solo per scoprire che la loro gente è scomparsa e il mondo è ora governato dai Vehicon, robot senza cervello. A peggiorare le cose, il quartetto è intrappolato nelle loro forme bestiali senza nessuno dei potenziamenti che hanno ottenuto durante le Guerre delle Bestie e stanno rapidamente perdendo i ricordi di tutto tranne che l'uno dell'altro. Costretti a ritirarsi nelle profondità del sottosuolo, i Maximal scoprono l'Oracolo, un potente supercomputer che riformatta i loro corpi in nuove forme tecno-organiche ancora più potenti.
I Maximal in seguito scoprono che il loro vecchio nemico Megatron, riuscito a liberarsi durante il loro viaggio di ritorno verso Cyberton, è l'intelligenza malevola dietro i Vehicon. Il malvagio Megatron ha dichiarato guerra alla modalità bestia e al libero arbitrio, imprigionando le scintille dell'intera popolazione di Cyberton. Con le probabilità accumulate contro di loro, i Maximal decidono di liberare le scintille della loro gente, scoprire cosa è successo davvero ai loro alleati Silverbolt e Rhinox e riportare la vita organica a Cyberton ancora una volta.

## Personaggi

### Maximal
- Optimus Primal: Leader dei Maximal col compito di salvare Cybertron. In questa serie è in grado di vedere attraverso visioni che lo guidano nella sua avventura, e in séguito scoprirà quale è la sua missione: Cybertron in passato era un pianeta organico e la Matrice vuole che Optimus unisca l'organico al tecnologico per permettere al loro mondo di riacquistare l'aspetto originale. Alla fine della serie sconfigge Megatron e, con lui, si unisce alla matrice, per salvare Cybertron e ritrasformarlo in un pianeta organico. La sua forma animale è un gorilla tecnorganico, e nella sua forma robot può volare.
- Cheetor: Fedele alleato e amico di Optimus, molto veloce e agile. La sua forma animale è un ghepardo tecnorganico. Uno dei più giovani del gruppo, terminerà il suo percorso di crescita.
- Rattrap: Piccolo robot esperto di spionaggio, sarcastico e coraggioso sebbene si finga codardo. All'inizio della serie avrà difficoltà a trasformarsi in robot ma in séguito ci riuscirà. La sua forma animale è un ratto tecnorganico, e nella sua forma robot si muove su 2 ruote.
- Black Arachnia: Unica donna del gruppo all'inizio della serie, in origine era una protoforma Maximal trasformata in Predacon da Megatron, finché si lasciò convincere da Silverbolt a lasciare i Predacon e farsi riprogrammare per tornare Maximal e far parte della sua squadra, nella terza stagione di Beast Wars. È in grado di sfruttare le sue ragnatele per sconfiggere i nemici. All'inizio della serie cercherà di ricongiungersi col suo amato Silverbolt credendo che sia Trust per poi scoprire che è Jetstorm, e dopo molti problemi riuscirà a ritrasformarlo nel proverbiale cavaliere di una volta. La sua forma animale è una vedova nera tecnorganica.
- Nightscream: Ribelle che si unirà ai Maximal dopo che Optimus lo salverà, è il più giovane del gruppo. La sua forma animale è un pipistrello preistorico, all'origine perfettamente organico ma in séguito, poiché è bloccato in questo forma dal virus di Megatron, Optimus lo riformatterà in un tecnorganico affinché possa ritrasformarsi in robot.
- SIlverbolt: Onorevole guerriero che fu trasformato in un Vehicon col nome di Jetstorm, ma che finalmente si ricongiunge ai Maximal e alla sua amata Black Arachnia. La sua forma animale un tempo era un fuzor lupo/aquila, adesso è un condor tecnorganico. Il trauma degli eventi subiti lo renderà cupo e scostante, ma a poco a poco tornerà il cavaliere di una volta.
- Botanica: Ricercatrice Maximal che fu salvata da Optimus, ha la capacità di far crescere velocemente le piante. All'inizio avrà un rapporto quasi conflittuale con Rattrap, ma in séguito tra i due nascerà un forte sentimento, che va al di là della semplice amicizia. La sua forma alternativa è una pianta e perciò è l'unica che non si è legata a una forma di vita animale. Inoltre è incredibilmente potente quando si trasforma in modalità robot.

### Vehicon
- Megatron: Un tempo leader dei Predacon in Beast Wars e poi creatore dei Vehicon, responsabile della distruzione di Cybertron. Possiede la stessa forma animale della terza stagione di Beast Wars (un T-Rex/drago transmetal di tipo 2), ma in séguito, dopo essersene liberato, diventerà un ologramma, dopo ancora una scintilla col potere di possedere i corpi e, per finire, assumerà le vecchie sembianze meccaniche di Optimus della terza stagione di Beast Wars. Alla fine della serie viene sconfitto da Optimus e con lui si unisce, suo malgrado, alla Matrice, per salvare Cybertron e ri-conferire al pianeta le originali caratteristiche organiche.
- Jetstorm: Arrogante generale Vehicon molto sicuro di sé, in grado di volare ad alta velocità. In séguito si scopre essere Silverbolt, malgrado Jetstorm non voglia tornare ciò che era. La sua forma veicolo è un jet.
- Tankor/Rhinox: Un generale Vehicon fisicamente più forte ma molto stupido, che parla in terza persona. In séguito si scoprirà essere Rhinox, dopo che riacquista la memoria, divenendo più intelligente e razionale. Ma purtroppo l'ex Maximal, per il prevalere della tecnologia, appoggia la causa di Megatron rifiutando di unirsi ai suoi vecchi compagni. Dopo aver finto la sua morte, Tankor/Rhinox ha in mente di sconfiggere Megatron nell'ombra per prendere il suo posto, in quanto quest'ultimo non è ancora completamente meccanico. Morirà per davvero in séguito, dopo un'esplosione scatenata da Optimus nella base di Megatron, e alla fine si ripresenta al gorilla in forma di scintilla e, pentito dei suoi errori, lo sprona a non arrendersi. La sua forma veicolo è un carro armato.
- Thrust/Waspinator: Un generale Vehicon molto fedele a Megatron. Si scoprirà essere Waspinator, che alla fine di Beast Wars era rimasto sulla Terra e che, secondo il suo inattendibile racconto, era venerato dagli uomini preistorici, ma, sentendo la mancanza di Cybertron, decise di andarsene. Nel flashback in realtà i trogloditi, stanchi del suoi ordini, decisero di liberarsene lanciandolo via con un albero usato come rampa. Alla fine della serie rinascerà come una minuscola vespa con la testa di Thrust. La sua forma veicolo è una moto.
- Obsidian e Strika: Obsidian e la sua compagna Strika sono 2 antichi generali Transformer che seguono fedelmente gli ordini di Megatron. Dopo la scomparsa di Jetstorm e Tankor, Megatron preleva le scintille di entrambi per poter sconfiggere i Maximal, in quanto i nuovi generali si dimostrano più forti e astuti dei loro predecessori. Le loro forme veicolo sono un elicottero con 2 eliche (Obsidian) e un furgone corazzato (Strika).

### Altri
- l'Oracolo: Una misteriosa entità che offre i suoi consigli a Optimus, ed è grazie a lei che i Maximal all'inizio della serie ottengono le loro forme tecnorganiche in modo da salvarsi dal virus dentro di loro, che gli impediva di trasformarsi.
- Diagnostic Drone: Drone servile e mellifluo, senza personalità, al servizio di Megatron e della sua ossessione di liberarsi della propria parte organica. Passa dalla parte di Tankor dopo che questi riacquista la propria intelligenza e lo riprogramma, ma muore con lui e col corpo di Megatron a causa della stessa esplosione. Ironia della sorte, non arriverà a vedere il suo leader finalmente libero dalla parte animale come questi ossessivamente desiderava. Poi Megatron, rimasto con la sola scintilla ma senza corpo, non solo prenderà possesso di un drone identico al vecchio servitore, ma si avvarrà di ulteriori copie di Diagnostic Drone per assisterlo.
- Savage/Noble: Un transformer completamente tecnorganico con le sembianze di un lupo mutante blu. Nell'episodio in cui è apparso la prima volta, è in fuga da Savage, un feroce mostro simile a un drago rosso, ma in séguito si scopre che i due sono lo stesso transformer che ha due personalità, una per ciascuna modalità, come Jekill & Hyde. Noble/Savage si unirà brevemente ai Maximal, mostrando la sua natura gentile (i suoi nomi, Noble e Savage, sono un gioco di parole con Noble savage). Dopo, si scopre essere una manifestazione organica di Megatron, che si era impossessato del corpo vuoto di Noble e vi aveva riversato la propria parte organica, che aveva preso appunto la forma di Savage (il drago rosso, ossia il T-Rex mutante alato che era divenuto Megatron alla fine di Beast Wars). Per redimersi, Noble/Savage si sacrificherà per sconfiggere Megatron. Avrà un grande rapporto di amicizia con Nightscream.

## Episodi

### Prima stagione
| Nº | Titolo                                                    | Titolo originale                   | Prima TV Stati Uniti |
| -- | --------------------------------------------------------- | ---------------------------------- | -------------------- |
| 1  | La riformattazione                                        | The Reformatting                   | 18 settembre 1999    |
| 2  | Il padrone del mondo                                      | Master of the House                | 25 settembre 1999    |
| 3  | Fuochi del passato                                        | Fires of the Past                  | 2 ottobre 1999       |
| 4  | Tentativo fallito                                         | Mercenary Pursuits                 | 9 ottobre 1999       |
| 5  | Albero della vita                                         | Forbidden Fruit                    | 16 ottobre 1999      |
| 6  | L'elemento debole                                         | The Weak Component                 | 23 ottobre 1999      |
| 7  | Rivelazioni (prima parte) - La scoperta                   | Revelations - Part I: Discovery    | 30 ottobre 1999      |
| 8  | Rivelazioni (seconda parte) - Le origini                  | Revelations - Part II: Descent     | 6 novembre 1999      |
| 9  | Rivelazioni (terza parte) - L'apocalisse                  | Revelations - Part III: Apocalypse | 13 novembre 1999     |
| 10 | Una nuova speranza                                        | Survivor                           | 27 novembre 1999     |
| 11 | Guerra techno organica (prima parte) - La chiave          | The Key                            | 4 dicembre 1999      |
| 12 | Guerra techno organica (seconda parte) - Il catalizzatore | The Catalyst                       | 11 dicembre 1999     |
| 13 | Guerra techno organica (terza parte) - Distruzione totale | End of the Line                    | 18 dicembre 1999     |

### Seconda stagione
Questa stagione è stata trasmessa in Canada prima che negli Stati Uniti.
Inizialmente la stagione era stata trasmessa col sottotitolo Battle for the Spark (letteralmente "Battaglia per la scintilla"), che tuttavia non è stato utilizzato per la pubblicazione in DVD.
| Nº st. | Nº tot. | Titolo                                | Titolo originale                       | Prima TV Canada  |
| ------ | ------- | ------------------------------------- | -------------------------------------- | ---------------- |
| 1      | 14      | La fine di un nuovo inizio            | Fallout                                | 9 febbraio 2000  |
| 2      | 15      | Uno strano Transformer                | Savage Noble                           | 16 febbraio 2000 |
| 3      | 16      | Dentro la cittadella                  | Prometheus Unbound                     | 23 febbraio 2000 |
| 4      | 17      | Il cavaliere oscuro                   | In Darkest Knight                      | 1º marzo 2000    |
| 5      | 18      | Amici nemici                          | A Wolf In The Fold                     | 8 marzo 2000     |
| 6      | 19      | Suolo natio                           | Home Soil                              | 15 marzo 2000    |
| 7      | 20      | Sparkwar (prima parte) - L'attacco    | Sparkwar - Pt. I: The Strike           | 22 marzo 2000    |
| 8      | 21      | Sparkwar (seconda parte) - La ricerca | Sparkwar - Pt. II: The Search          | 29 marzo 2000    |
| 9      | 22      | Sparkwar (terza parte) - L'assedio    | Sparkwar - Pt. III: The Siege          | 5 aprile 2000    |
| 10     | 23      | Una scintilla nell'oscurità           | Spark of Darkness                      | 12 aprile 2000   |
| 11     | 24      | Fine del gioco (prima parte)          | Endgame - Pt. I: The Downward Spiral   | 19 aprile 2000   |
| 12     | 25      | Fine del gioco (seconda parte)        | Endgame - Pt. II: When Legends Fall    | 26 aprile 2000   |
| 13     | 26      | Fine del gioco (terza parte)          | Endgame - Pt. III: Seeds of The Future | 3 maggio 2000    |